# Вогези
 Тази статия е за планината във Франция.  За департамента вижте Вож.  
Вогѐзите (на френски: Les Vosges, на френски се произнася Вож, на немски: Vogesen, Вогезен) са планински масив в Североизточна Франция. Простират се от север на юг на протежение от 160 km и ширина 40 – 60 km. Най-висок връх е Гран Балон (1424 m), издигащ се западно от град Гебвилер, департамента Горен Рейн. Източните им склонове стръмно се спускат към Горнорейнската низина, а западните са полегати. На юг долината на река Ду ги отделя от планината Юра, а на север в района на град Страсбург ниско понижение ги отделя от нископланинския масив Хард. В геоложко отношение Вогезите представляват западния участък от големия херцински масив, издигнат във вид на свод, центърът на който е потънал, образувайки грабена на Горнорейнската низина. Източната част на издигнатия свод се явява планината Шварцвалд. Южните части на планина са изградени основно от кристалинни скали и имат плоски върхове със следи от антропогенно заледяване. На север планината представлява пясъчно плато с куестообразни склонове. От планината води началото си река Мозел (ляв приток на Рейн) и нейните десни притоци Мьорт, Сей и Саар, а на изток се спускат къси леви притоци на Рейн – Ил и др. Има няколко живописни езера Жерармер (Gerardmer), Бланшемер (Blanchemer) и др. Почти изцяло са покрита с букови, елови и смърчови гори, а по южните и източните им склонове има лозови масиви и множество развалини на средновековни замъци. Забележителни са долината Жиромани (Giromagny) и тучните ѝ поляни по река Савурьос (Savoureus), долините Долер (Doller) и Сен Амарен (Saint Amarin) по река Тур (Thur).